# Gourmantché (langue)
Pour les articles homonymes, voir Gourmantché et gux.
Le gourmantché, gourmanchéma (gulimancema en gourmantché), ou encore gourma, est une langue oti-volta de la branche gour des langues nigéro-congolaises, parlée par les Gourmantchés au Burkina Faso, au Togo, au Bénin et au Niger.

## Espace géographique
Burkina Faso
Au Burkina Faso, les Gulimanceba occupent la région de l'Est appelée "Gulmu" qui est frontalière aux pays comme le Niger, le Benin et le Togo. C'est environ 1/6 du territoire burkinabè avec 40 000 km carré de superficie.
Togo
Les Gulmanceba occupent la région des Savanes qu'ils partagent avec les Moba.
Niger
Au Niger, les Gulmanceba occupent la rive droite du fleuve Niger où ils sont appelés "Gurma" ou "Gulma".
Mali
Au Mali il existe un espace appelé "Gourma" qui couvre Tombouctou, Mopti et Gao. Cet espace est la contigu à la partie burkinabè et nigérienne occupée par les Gulmanceba.

## Noms
Dans la langue gulmancé, il y a plusieurs appellations pour désigner la langue, les locuteurs, l'espace etc. En voici quelques-uns: 
- Gulmanceba : les Gulmancé;
- Gulmu : espace géographique occupé par les Gulmancéba[1]

## Écriture
| a | b | c | d  | e | f | g | gb | h | i | j | k | kp | l |
| m | n | ŋ | ŋm | ñ | o | p | r  | s | t | u | v | w  | y |

Au Niger, l’orthographe gourmantché a été codifé dans l’arrêté no 439 MEP/A/PLN/SG/DGR/PLN/EC/DRELN du 25 novembre 2015,.